# チャーリー・マンガー
チャーリー・マンガーまたはチャールズ・トーマス・マンガー（Charles Thomas Munger、 1924年1月1日 - 2023年11月28日）は、ウォーレン・バフェットが会長を務める投資持株会社バークシャー・ハサウェイの副会長。投資家。

## 人物
1924年、バフェットと同じくネブラスカ州オマハで生まれた。ミシガン大学で学び、アメリカ海軍に入隊した後にハーバード大学ロー・スクールに学部学生の学位なしで入学した。ロースクール卒業後、1948年から1965年までトールズ・オルソン法律事務所に勤め、後にマンガー法律事務所を作り、不動産の弁護士として働いた。
その後、投資のマネージメントに集中するために弁護士をやめた。マンガーは、自身が80.1%の株を所有するバークシャー・ハサウェイの子会社ウェスコ・ファイナンシャル・コーポレーションの会長である。この会社は貯金とローンの会社として始まったが、今はプリシジョン・スチール・コーポレーレーション、コート・ファーニチュアー・リーシング、カンザス・バンカーズ・シュアティ・カンパニーと他のベンチャーを保有している。ウェスコは、マンガーの採用したホームタウンで会社の年次株主総会の場所であるカリフォルニア州パサデナに本拠がある。マンガーの株主総会は、オマハでバフェットが開催する株主総会に匹敵する。マンガーはウェスコの他の株主と長時間の質疑応答を行い、ときには「尊敬するベンジャミン・フランクリンならばどうするか」という考察に及ぶことがあるという。
バフェットはしばしば公に「自分はマンガーをパートナーと見做している」と言う。現に、マンガーは巨額に相当するバークシャー・ハサウェイ株を保有している。しかし、二人の人物像は全く異なる。マンガーは、共和党員として知られており、敬虔なキリスト教徒である。だが一方バフェットは、民主党員で宗教に関して懐疑的である。
1991年、1990年12月と1991年5月の間に投資銀行ソロモン・ブラザーズが国債入札不正事件で経営危機を起こした際、バークシャー・ハサウェイは同行の株式の14%を取得し、マンガーは同行の取締役になった。マンガーは、4350万ドルの価値のあるAクラスのバークシャー・ハサウェイ株式500株をスタンフォード大学にスタンフォード大学ロー・スクールのための集合団地を建設するために寄付した。自身はスタンフォード出身ではないが、妻のナンシー・マンガーは卒業生で理事会の一員を務めていた。娘のウェンディ・マンガーは現在スタンフォード大学の理事会の一員を務めている。
2023年11月28日、カリフォルニア州サンタバーバラの病院で死去。99歳没。バークシャー・ハサウェイは安らかに息を引き取ったとコメントしたものの、死因は公表されていない。

## 書籍
- The book Damn Right! (2000) is a biography of Charles Munger.
- The book Poor Charlie's Almanack: The Wit and Wisdom of Charles T. Munger (2005)